# Буддийская философия
Будди́йская филосо́фия — понятие, подразумевающее системы (весьма различные по онтологическим, эпистемологическим, психологическим и другим моментам) рационально обоснованных взглядов на мир, человека и познание, сложившиеся в рамках разных направлений и школ буддизма. Буддийская философия действует в том же проблемном поле, что и брахманское умозрение, пытаясь при этом переосмыслить его в собственных терминах; создаваемая буддийскими теоретиками философская реальность, в свою очередь, оказала в Средние века (вплоть до Шанкары) значительное влияние на развитие брахманистской и индуистской религиозной мысли и в значительной степени определяет облик брахманских философских систем. Важнейшую роль в развитии буддийской философии сыграли ранние школы вайбхашика и саутрантика и махаянские мадхьямика и йогачара.
Буддийский путь сочетает философские размышления и медитацию. Философия рассматривается в буддизме в рамках медитативного опыта, а не как умозрительная дисциплина.
В буддийских традициях представлено множество различных путей к освобождению и, анализируя их, буддийские мыслители в Индии и позднее Восточной Азии рассматривали такие разнообразные предметы как феноменология, этика, онтология, эпистемология, логика и философия времени.
Ранний буддизм основывался на эмпирических данных, получаемых посредством органов чувств (аятана) и Будда, похоже, дистанцировался от определённых метафизических вопросов, отказываясь отвечать на них, потому что они не способствовали освобождению, а вместо этого приводили к дальнейшим догадкам. Повторяющейся темой в буддийской философии была конкретизация понятий и последующее возвращение к буддийскому Срединному пути.

## Особенности и фазы становления буддийской философии
Процесс становления философских школ в буддизме в сравнении с процессом формирования философии в брахманистской мысли, как пишет российский исследователь буддизма Виктория Лысенко, отличался тем, что за буддийской философией не стояла многовековая авторитетная религиозная и мифопоэтическая традиция, выработавшая особую систему мышления и образа жизни, какой была ведийская традиция, лежащая в основе брахманистских систем умозрения. В связи с этим вопрос о начале буддийской философии едва ли может быть сформулирован как вопрос о разграничении между философией и подготовившей её дофилософской традицией; он, скорее, может быть представлен как вопрос о том, что понимать под философией в случае с буддизмом: «при определении природы буддийской философии следует несколько сменить акценты, принимая во внимание, что главное здесь — не то, что происходит с мыслью, её формой и содержанием, а скорее то, что происходит с человеком, его психикой, а точнее, его сознанием, когда он аккумулирует это знание». Это означает, что предмет и метод философствования должны рассматриваться в плане их операциональной зависимости от того, кто философствует и для кого. И первым философствующим выступает основатель буддизма, рационально объясняя определённой категории людей (винну) «тонкую» и «глубокую» дхарму, которую он постиг в акте просветления. При этом собеседник Будды выступает зачастую как идейный соперник, поэтому в становлении буддийской философии чрезвычайно важной оказывается полемика, дававшая тренировку мышления, культуру изложения и доказательства собственной мысли. Философия Будды также была средством преобразования сознания винну, она изменяла состояние их психики, которая начинала работать в новом режиме — режиме «спасения».
В случае если трактовать раннюю буддийскую философию как операциональный инструмент наставления интеллектуалов того времени на буддийский путь спасения, то «начало» буддийской философии будет совпадать с возникновением самого буддизма, а история буддийской философии, начинаясь с учения Будды, будет далее разбиваться на разные стадии в соответствии с развитием учения. Первой стадии, которую Лысенко именует досистемной в силу ситуативности содержания философских наставлений основателя буддизма, соответствуют в буддийской литературе содержащие философскую составляющую фрагменты двух текстов Палийского канона — «Виная-питаки» и «Сутта-питаки», второй стадии — системной — соответствуют «Абхидхамма-питака» и комментарии к ней. Последняя из стадий тесно примыкает к следующему этапу развития буддийской философии, связанному с появлением разных школ.
Эдвард Конзе также делит развитие индийской буддийской философии на три фазы. На первом этапе были затронуты вопросы первоначальных доктрин, вытекающих из устных традиций, которые зародились во время жизни Будды и являются общими для всех более поздних сект буддизма. Второй этап касается немахаянского схоластического буддизма, как это видно из текстов Абхидхармы, начиная с III века до н. э., в которых присутствует схоластическая переработка и схематическая классификация материала в суттах. Третий этап развития индийской буддийской философии касается метафизического буддизма Махаяны, начиная с конца I в. н. э., который делает акцент на монашеской жизни и пути бодхисаттвы. Различные элементы этих трёх фаз включены и/или получили дальнейшее развитие в философии и мировоззрении возникших позднее буддийских сект.

## Философская ориентация
Философия в Индии была направлена в основном на духовное освобождение и имела сотериологические цели. В своём исследовании буддийской философии Махадьямака Питер Деллер Сантина писал:
Прежде всего следует обратить внимание на тот факт, что философские системы в Индии редко, если вообще когда-либо, являются чисто умозрительными или описательными. Практически все великие философские системы Индии: Санкхья, Адвайта-веданта, Мадхъямака и т .д. были прежде всего озабочены обеспечением путей к освобождению или спасению. В этих системах было сделано молчаливое предположение, что при правильном понимании и ассимиляции их философии можно достичь необусловленного состояния, свободного от страданий и ограничений. ... Если этот факт будет упущен из виду, как это часто бывает в результате склонности формальной западной философии рассматривать философское занятие как чисто описательное, то реальное значение индийской и буддийской философии будет утрачено.
Индийские буддийские философы считали, что учение Будды не следует принимать только на веру, оно должно было быть подтверждено логическим анализом (прамана) мира. В ранних буддийских текстах упоминается, что человек становится последователем учений Будды после того, как он с мудростью обдумал их, и постепенное обучение также требует, чтобы ученик исследовал (upaparikkhati) и внимательно изучал (tuleti) наставления. Будда также ожидал, что его ученики критически отнесутся к нему как к учителю и внимательно изучат его действия и слова, как говорится в Вимамсака сутте МН 47.

## Будда и ранний буддизм

### Будда
Учёные высказывают разные мнения о том, занимался ли сам Будда философскими исследованиями. Будда (ок. V в. до н. э.) был северо-индийским шраманой (блуждающим аскетом) из Магадхи. Он культивировал различные йогические техники и аскетические практики и преподавал по всей северной Индии, где его учение закрепилось и получило распространение. Эти учения сохранились в палийских никаях и агамах, а также в других сохранившихся фрагментарных собраниях текстов (известных как ранние буддийские тексты). Хотя в учениях Будды основное внимание уделяется достижению наивысшего блага нирваны, они также содержат анализ источника человеческих страданий, природы личной идентичности и процесса приобретения знаний о мире.

### Основы учения
Во многих ранних текстах встречаются некоторые базовые учения, поэтому считается что по крайней мере некоторые из них были преподаны самим Буддой:
- Срединный путь
- Четыре благородные истины
- Благородный восьмеричный путь
- Три характеристики бытия
- Пять скандх
- Взаимозависимое возникновение
- Карма и перерождение
- Ниббана

По словам Н. Росса Реата, все эти доктрины являются общими для палийских текстов Тхеравады и Салистамба сутры школы Махасангхика (пали Śālistamba Sūtra). В недавнем исследовании бхикку Аналайо делается вывод, что Маджхима-никая Тхеравады и Мадхьяма Агама Сарвастивады содержат в основном одни и те же основные учения. Ричард Саломон в своем исследовании гандхаранских текстов (которые являются самыми древними рукописями, содержащими ранние беседы) подтвердил, что их учение «согласуется с домахаянским буддизмом, который в наши дни сохранился только в школе Тхеравада в Шри-Ланке и Юго-Восточной Азии, но в древние времена был представлен восемнадцатью отдельными школами».
Критические исследования Шмитхаузена, Веттера, Бронкхорста, Гомбричаи других скорректировали этот список основных учений и выявили более сложный генезис буддийских учений. Некоторые учёные считают, что карма не занимала центрального положения в учении исторического Будды.

#### Срединный путь
Будда назвал своё учение срединным путём (пали Majjhimāpaṭipadā). В Дхармачакра-правартана-сутре с помощью этого термина он указывает, тот факт, что его учение лежит между крайностями аскетизма и отказа от тела (как это практикуют джайны и другие аскетические группы) и чувственным гедонизмом или потаканием. Во времена Будды многие шраманы делали большой акцент на отрицании тела, используя такие практики, как пост, чтобы освободить разум от плоти. Будда, однако, понял, что ум воплощён и обусловлен телом, и поэтому истощённое тело не позволяет уму тренироваться и развиваться. Таким образом, буддизм уделяет внимание не роскоши или нищете, а человеческой реакции на обстоятельства.

#### Четыре благородные истины
Четыре благородные истины, или «истины благородных», являются центральной составляющей учения и изложены в Дхармачакра-правартана-сутре. Первая истина гласит о существовании дуккхи, часто переводимой как страдание, — касается присущей жизни неудовлетворенности. Под этой неудовлетворенностью подразумевается не только физическая боль, но и своего рода экзистенциальная тревога, вызванная неизбежными фактами нашей смертности и, в конечном счете, непостоянством всех явлений. Вторая истина заключается в том, что эта тревога возникает из-за условий, главным образом жажды (танха) и невежества (авидья). Третья истина состоит в том, что если отпустить жажду и избавиться от невежества через знание, то дуккха прекращается (ниродха). Четвёртая истина гласит о пути к прекращению страданий, который состоит из восьми практик: правильного воззрения, правильного намерения, правильной речи, правильного поведения, правильных средств к существованию, правильного усилия, правильной осознанности и правильного сосредоточения. Целью учения Будды является нирвана, буквально «погашение», что подразумевает полное угасание жадности, ненависти и заблуждений (то есть невежества) — сил, которыми движет самсара. Нирвана также означает, что после смерти просветлённого существа, больше не будет никакого перерождения. В раннем буддизме понятие зависимого происхождения, скорее всего, ограничивалось процессами психических условий, а не всеми физическими явлениями. Будда рассматривал Вселенную как саморазвивающийся процесс, а не как стационарное (статичное) явление.

### Учение о всеобщем изменении и непостоянстве
В буддизме утверждается принцип «анитья», в соответствии с которым всё существующее динамично и подвержено изменению, в том числе, и человек. Сатисчандра Чаттерджи и Дхирендрамохан Датта в своём труде «Древняя индийская философия» пишут:

 Из доктрины зависимости происхождения всего сущего вытекает также теория преходящей природы вещей. Все вещи, неустанно учил Будда, подвержены изменению и разложению. Так как все сущее порождается определёнными условиями, оно ликвидируется с исчезновением этих условий. Всё, что имеет начало, имеет и конец.

### Теория взаимообусловленного возникновения
Изменчивость, которая присуща всему существующему, не означает хаоса, поскольку подчинена закону взаимозависимого возникновения дхарм (пратитья-самутпада). Сатисчандра Чаттерджи и Дхирендрамохан Датта в «Древней индийской философии» пишут:

Существует спонтанный и всеобщий закон причинности, который обусловливает все явления духовного и материального мира. Этот закон (дхарма или дхамма) действует стихийно, без помощи сознательного руководителя.

Согласно этому закону, возникновение одного частного явления (причина) сопровождается другим частным явлением (следствие). «Имеется причина — возникает и следствие». Существование всего обусловлено, то есть имеет свою причину. Ничто не происходит случайно, без причины.

### Теория несуществования души
Теория несуществования души, или анатмава́да, является одним из основных положений буддийской философии и своим центральным пунктом имеет отрицание абсолютного непреходящего «я», отрицание Атмана. Эта теория по-разному представлена и обосновывается в различных школах буддизма (напр., в тхераваде речь идёт о комбинациях дхамм, которые принимаются за устойчивую личность, тогда как на самом деле речь идёт о процессуальности и потоке (санатана), в шуньяваде рассматривается с философских и «логических» позиций не-существование души с позиции школы шунья-вада — здесь совершенно иной подход и т. д.)

## Школы буддийской философии

### Мадхьямика
Мадхья́мака, или мадхья́мика — одно из двух основных (наряду с йогачарой) философских направлений буддизма махаяны. В центре почти всей полемики в буддийской онтологии был вопрос о реальности дхарм. Мадхъямака доказывает, что невозможно утверждать ни реальность, ни нереальность дхарм: и то, и другое решение приводит к логическим противоречиям. Важнейшим текстом Мадхъямаки и вообще Махаяны, в компактной форме излагающим учение о пустоте дхарм и отсутствии любых противоречий, является «Сутра Сердца Праджня-парамиты».

### Йогачара
В соответствии с воззрениями Йогачары, истинным является только виджняна (познание, сознание), а все явления (дхармы) и внешний мир за пределами сознания является ложным, нереальным. Реален только познающий субъект. Это положение отличает Йогачару от Мадхъямаки. При этом различается несколько уровней сознания, при этом определяется абсолютное, непрекращающееся сознание — алая-виджняна — «сознание-сокровищница», которое запускает и координирует все остальные уровни.
В классической Йогачаре алая-виджняна — это не духовная субстанция, как в европейском субъективном идеализме, и тем более не Нирвана, а скорее «поток сознания», долженствующий быть пробуждённым. «Только сознанием» Йогачара считает исключительно Сансару.

### Саутрантика
Название этой школы происходит от слова «сутра», так как её последователи утверждали, что абхидхармисты должны опираться лишь на материал, содержащийся в сутрах (как словах самого Будды), и игнорировать иные источники. По ряду важных позиций они расходились с вайбхашиками, считая, например, многие дхармы (прежде всего, асанскрита дхармы, то есть "сверхмирские дхармы, «не входящие в составы») лишь условными (праджняпти), а не реальными (дравья) единицами. В этом отношении они сближались с махаянистами-йогачаринами. Кроме того, они были «репрезентативистами», то есть, признавая объективное существование внешнего мира, они отвергали учение вайбхашиков о полном соответствии образов мира, отражённых в нашем сознании, реальным вещам, рассматривая объектное содержание сознания в качестве представлений, репрезентаций, реальных вещей, которые могут и не совпадать с вещами «мира в себе».

### Вайбхашика
Название Вайбхашика произошло от трактата «Махавибхаша» («Великий комментарий»), написанного мыслителем Паршвой (в настоящее время он сохранился только в китайском переводе). Другое название — сарвастивада (от санскритских слов сарва — «всё» и асти — «есть»), связано с тем, что её представители учили, что всё (то есть все дхармы, санскр. — «сарва дхарма») реально; все дхармы (прошлые, настоящие и будущие) реальны, и ничего более реального, чем дхармы, нет. Эта школа также утверждала, что дхармы обладают действительным онтологическим статусом (дравья сат), будучи одновременно и условными единицами языка описания психофизического опыта, то есть опять-таки дхарм (праджняпти сат).
Представители этой школы прежде всего занимались классификацией и описанием дхарм в контексте религиозной доктрины буддизма. Они также были и эпистемологическими реалистами, то есть не только признавали реальное существование внешнего мира вне воспринимающего сознания, но и утверждали его полную адекватность миру, воспринятому живыми существами и включенным в их сознание в качестве объектной стороны их опыта.

## Учение о Татхагатагарбхе
Буддологи (Кучуматтом (1983), Абаев (1985) и др.) обратили внимание на то, что авторы учения о Татхагатагарбхе говорили в своих трактатах:
1) о том, что все существа могут стать Буддами, поскольку в природе существ нет ничего, что могло бы этому воспрепятствовать,
либо
2) о том, что все существа уже есть Будды (или суть Будды) и им надо лишь раскрыть, реализовать свою «буддовость» (санскритское слово «гарбха», ставшее термином буддийской философии, имеет два перевода: «чрево» (матка) и «зародыш [Будды]» — в школах китайского буддизма сделан акцент на второй перевод-значение этого слова, в то время как в Тибете со времён Средних веков делается упор на первый).